# 막스 폰 툰
막스 폰 툰(독일어: Max von Thun, 1977년 2월 21일 ~ )은 오스트리아의 배우, 텔레비전 진행자이다. 배우인 프리드리히 폰 툰의 아들이기도 하다.

## 주요 출연 작품
- 텔레비전 영화 《루돌프 황태자의 마지막 사랑》 (2006년)